# Линия 2 (Метрополитен Мехико)
Линия 2 (исп. Línea 2) — одна из 12 линий метрополитена Мехико. Открыта в 1970, это хронологически вторая линия в метрополитене Мехико. На линии длиной 23,4 км расположено 24 станции.

## Хронология открытия участков
- 1 августа 1970: открытие первого участка линии между станциями «Таскенья» и «Пино Суарес».
- 14 сентября 1970: линия была продлена от станции «Пино Суарес» до станции «Такуба».
- 22 августа 1984: линия была продлена от станции «Такуба» до станции «Куатро Каминос».

## Карта и станции

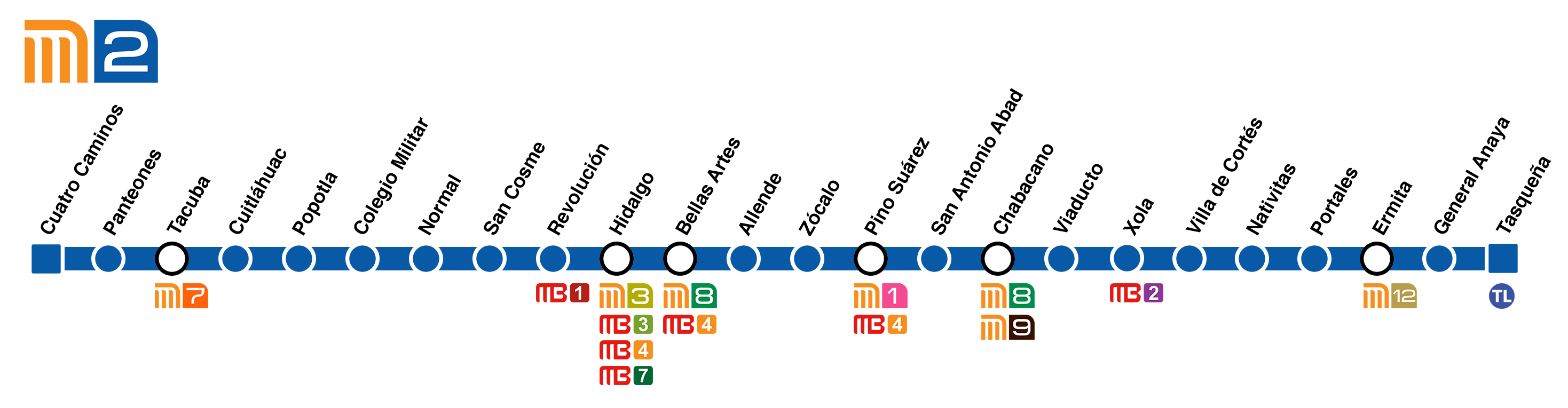
Схема линии 2 метрополитена Мехико

| №  | Русское название | Испанское название | Пересадки | Дата открытия    | Район                      |
| -- | ---------------- | ------------------ | --------- | ---------------- | -------------------------- |
| 1  | Куатро-Каминос   | Cuatro Caminos     |           | 22 августа 1984  | Наукальпан                 |
| 2  | Пантеонес        | Panteones          |           | 22 августа 1984  | Мигель Идальго             |
| 3  | Такуба           | Tacuba             |           | 14 сентября 1970 | Мигель Идальго             |
| 4  | Куитлауак        | Cuitláhuac         |           | 14 сентября 1970 | Мигель Идальго             |
| 5  | Попотла          | Popotla            |           | 14 сентября 1970 | Мигель Идальго             |
| 6  | Колехио Милитар  | Colegio Militar    |           | 14 сентября 1970 | Мигель Идальго             |
| 7  | Нормаль          | Normal             |           | 14 сентября 1970 | Мигель Идальго             |
| 8  | Сан Косме        | San Cosme          |           | 14 сентября 1970 | Куаутемок                  |
| 9  | Револусьон       | Revolución         |           | 14 сентября 1970 | Куаутемок                  |
| 10 | Идальго          | Hidalgo            |           | 14 сентября 1970 | Куаутемок                  |
| 11 | Бельяс Артес     | Bellas Artes       |           | 14 сентября 1970 | Куаутемок                  |
| 12 | Альенде          | Allende            |           | 14 сентября 1970 | Куаутемок                  |
| 13 | Сокало           | Zócalo             |           | 14 сентября 1970 | Куаутемок                  |
| 14 | Пино Суарес      | Pino Suárez        |           | 1 августа 1970   | Куаутемок                  |
| 15 | Сан Антонио Абад | San Antonio Abad   |           | 1 августа 1970   | Куаутемок                  |
| 16 | Чабакано         | Chabacano          |           | 1 августа 1970   | Куаутемок                  |
| 17 | Виадукто         | Viaducto           |           | 1 августа 1970   | Бенито Хуарес / Истакалько |
| 18 | Шола             | Xola               |           | 1 августа 1970   | Бенито Хуарес              |
| 19 | Вилья де Кортес  | Villa de Cortés    |           | 1 августа 1970   | Бенито Хуарес              |
| 20 | Нативитас        | Nativitas          |           | 1 августа 1970   | Бенито Хуарес              |
| 21 | Порталес         | Portales           |           | 1 августа 1970   | Бенито Хуарес              |
| 22 | Эрмита           | Ermita             |           | 1 августа 1970   | Бенито Хуарес              |
| 23 | Хенераль Аная    | General Anaya      |           | 1 августа 1970   | Койоакан                   |
| 24 | Таскенья         | Tasqueña           |           | 1 августа 1970   | Койоакан                   |